# Almeida Júnior
José Ferraz de Almeida Júnior, meestal kortweg Almeida Júnior (Itu, 8 mei 1850 - São Paulo, 13 november 1899), was een Braziliaans kunstschilder. Hij werkte voornamelijk in de stijl van het realisme en groeide als zodanig uit tot een leidende figuur in de Braziliaanse schilderkunst van de tweede helft van de negentiende eeuw.

## Leven en werk
Almeida Junior doorliep de kunstacademie van São Paulo en vertrok in 1876 naar Parijs, waar hij studeerde aan de École nationale supérieure des beaux-arts onder Alexandre Cabanel. Al snel had hij succes en exposeerde tussen 1879 en 1882 viermaal in de Parijse salon. Hij maakte vooral portretten, genrewerken en allegorieën in een realistische, academische stijl.
In 1882 keerde Almeida Junior terug naar Brazilië en maakte daar naam met werken over het alledaagse leven op het Braziliaanse platteland, vaak met een verborgen aanklacht richting de koloniale overheersers. Ook maakte hij diverse kleurrijke landschappen. Hij groeide uit tot de bekendste Braziliaanse schilder van zijn tijd en zou later een belangrijke inspiratiebron worden voor modernistische Braziliaanse kunstenaars in de twintigste eeuw.
Almeida Junior had een liefdesverhouding met Laura Maria Gurgel do Amaral, de vrouw van zijn neef Jose de Almeida Sampaio. Op 13 november 1899 stak zijn neef hem neer voor een hotel in Piracicaba. Nog dezelfde dag overleed hij in een ziekenhuis te São Paulo. Veel van zijn werk is thans te zien in de Pinacoteca do Estado de São Paulo en in het Museu Nacional de Belas Artes in Rio de Janeiro.

## Galerij

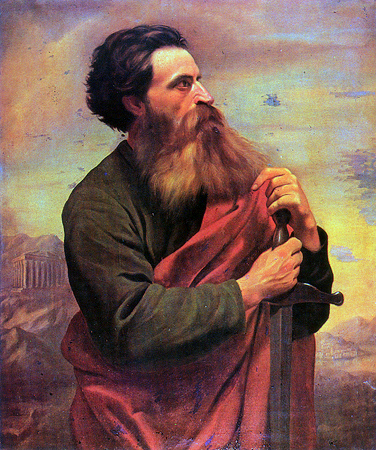
Apostel Paulus 1869 Igreja Matriz de Nossa Senhora da Candelária - Itu
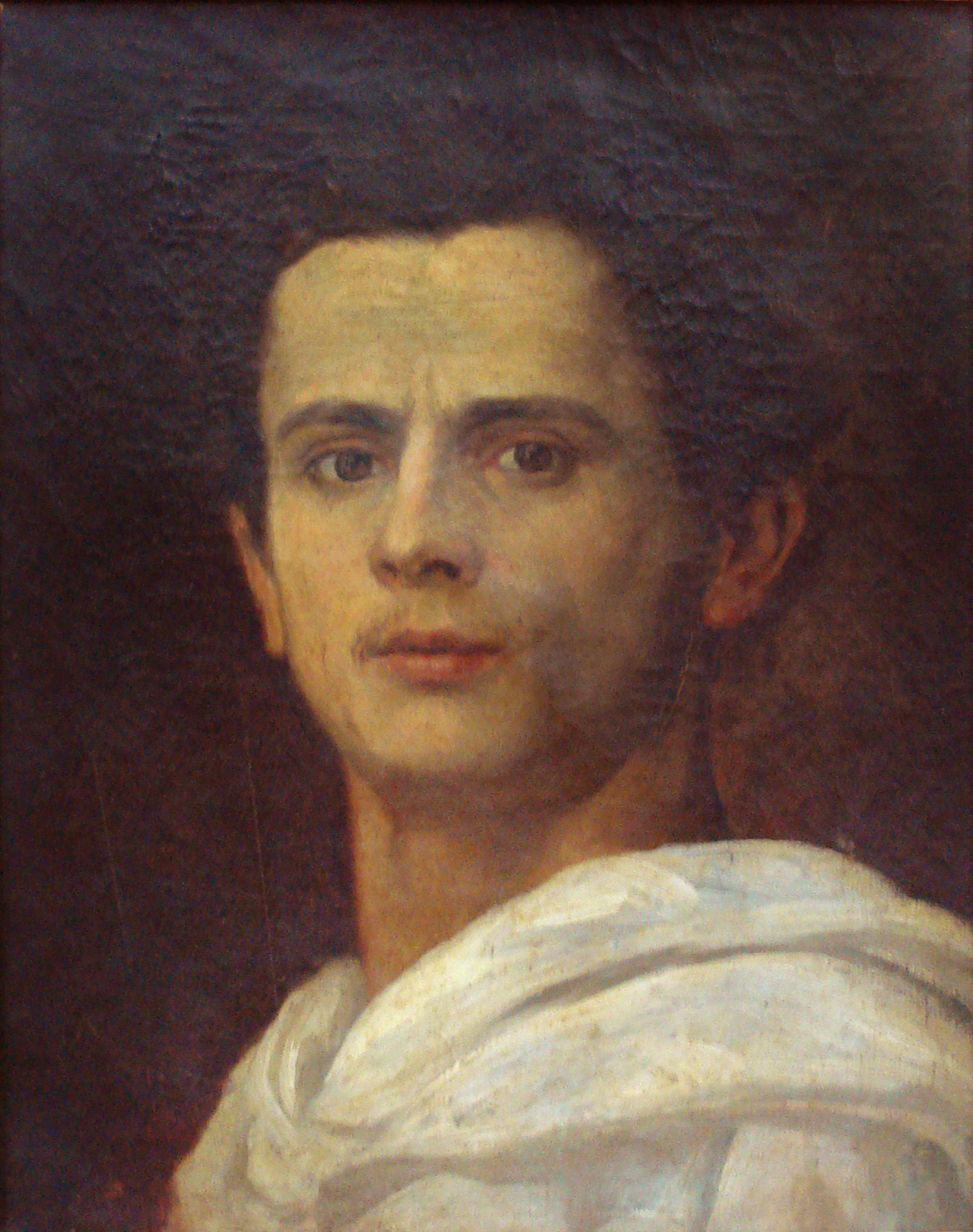
Zelfportret 1878 Pinacoteca Ruben Berta - Porto Alegre
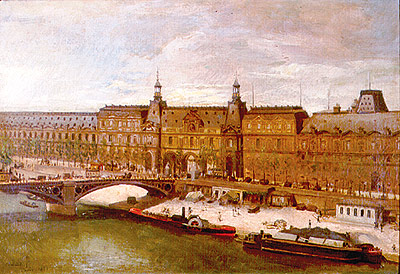
Omgeving van het Louvre 1880 Automóvel Clube - São Paulo
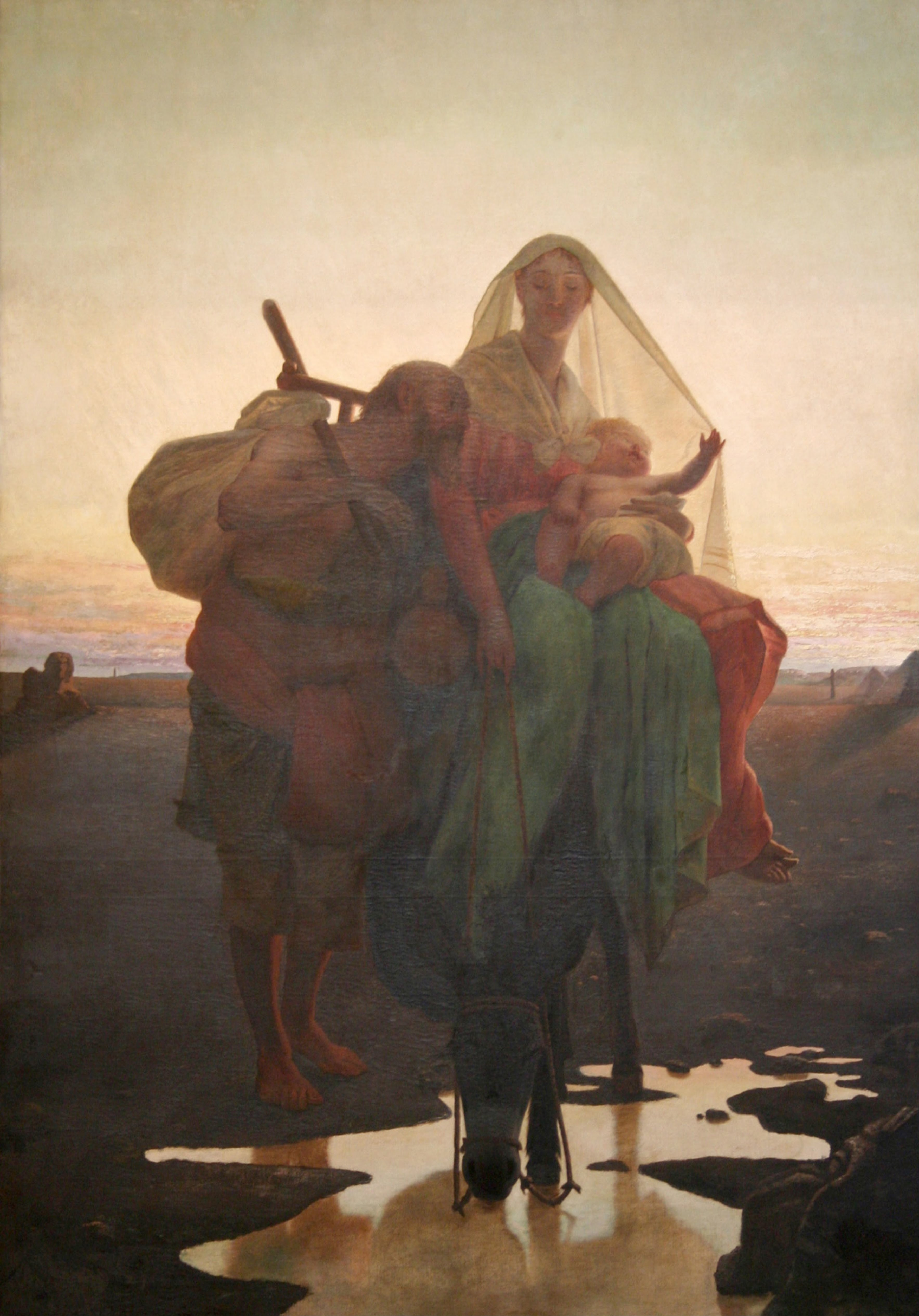
Vlucht naar Egypte 1881 Museu Nacional de Belas Artes - Rio de Janeiro
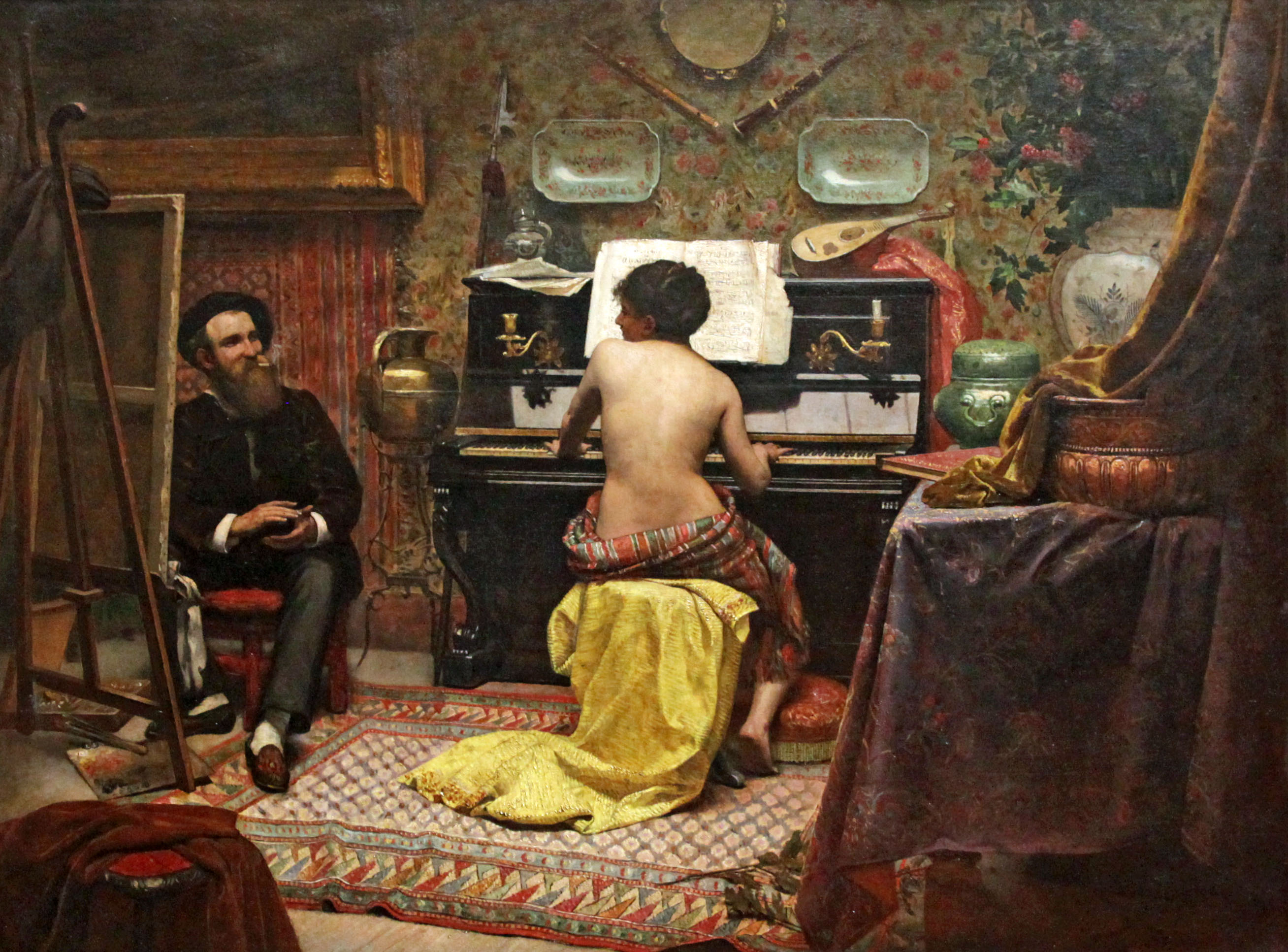
Rust na het poseren 1882 Museu Nacional de Belas Artes - Rio de Janeiro
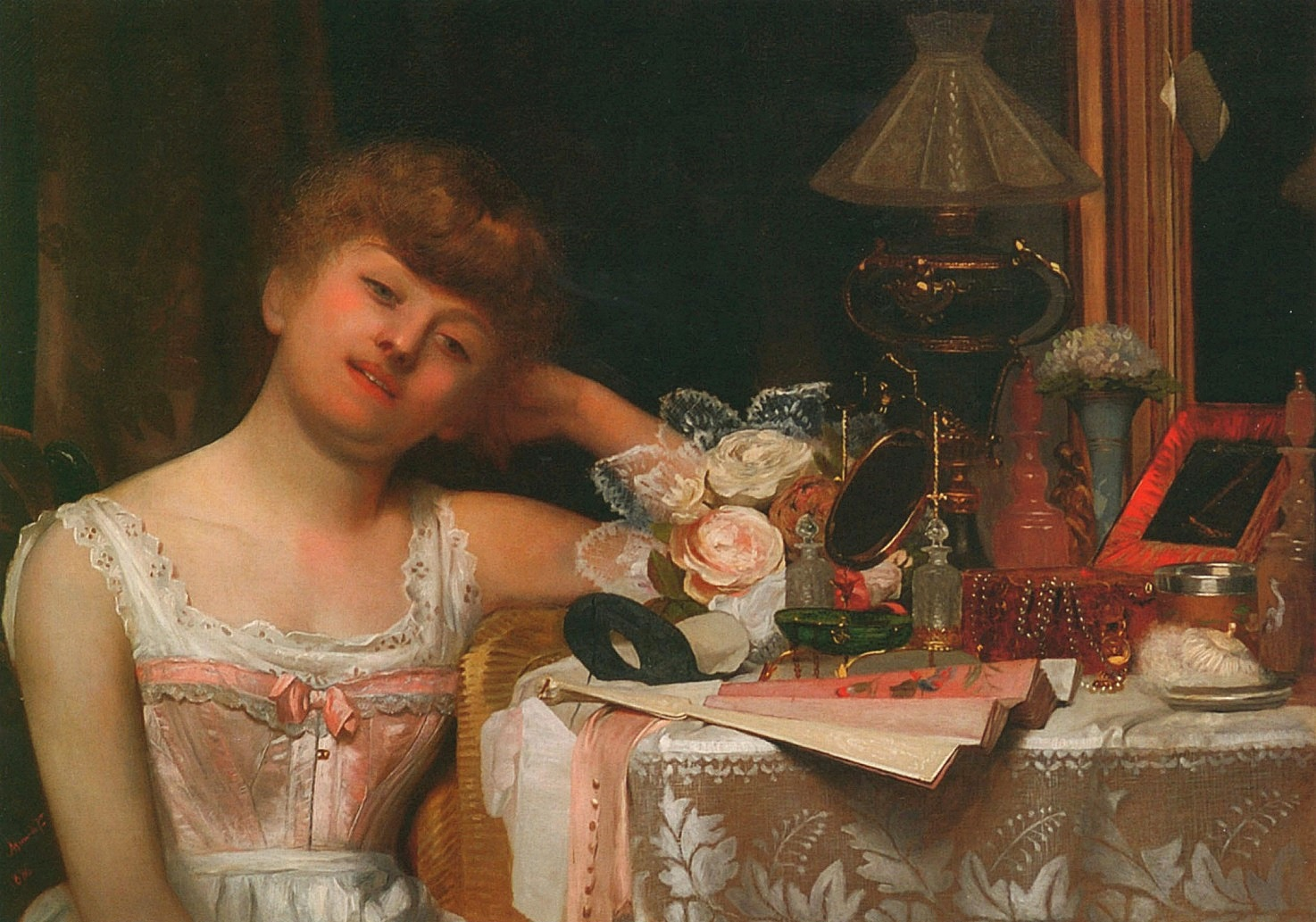
Na het feest 1886 Privé collectie
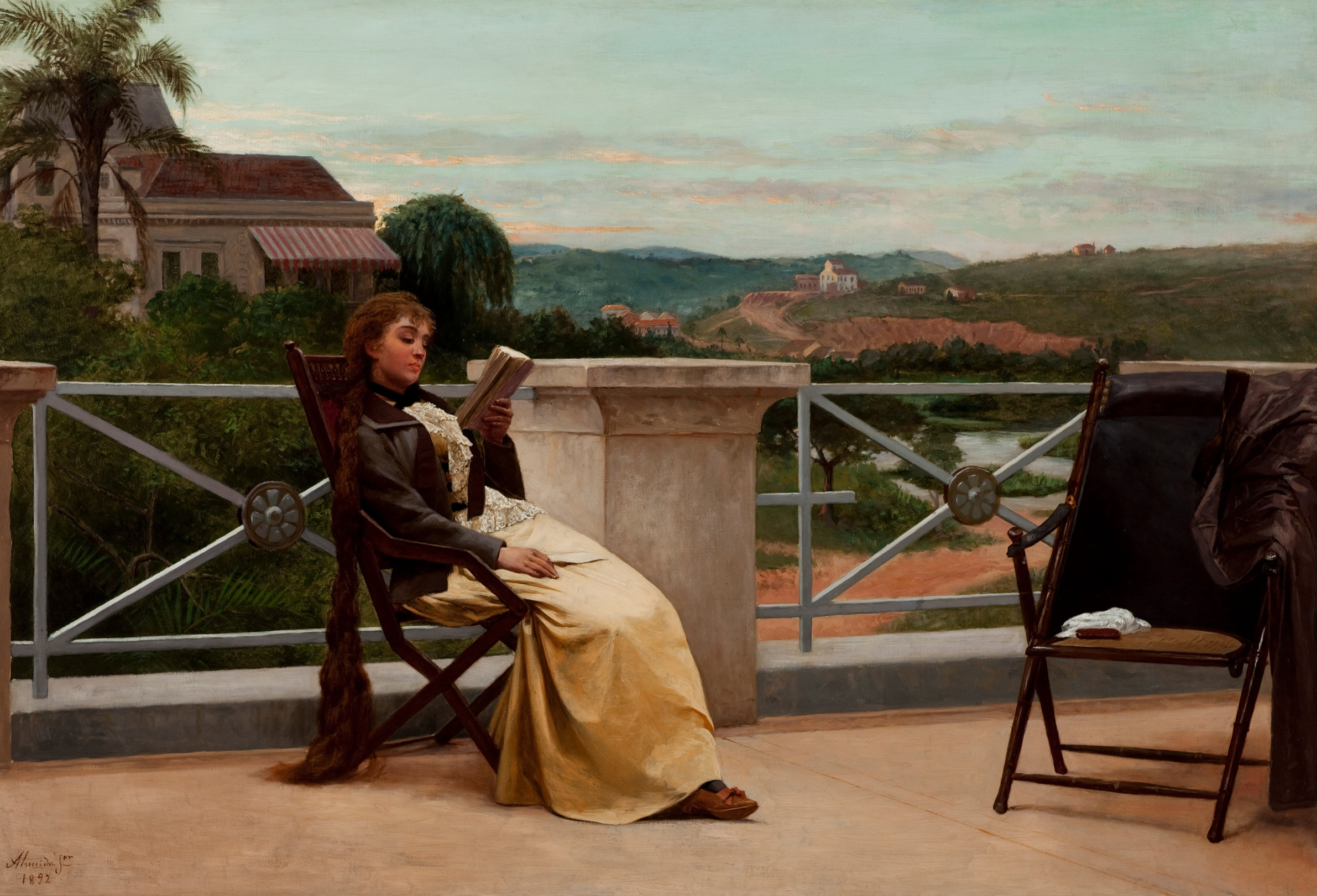
Lezen 1892 Pinacoteca do Estado de São Paulo
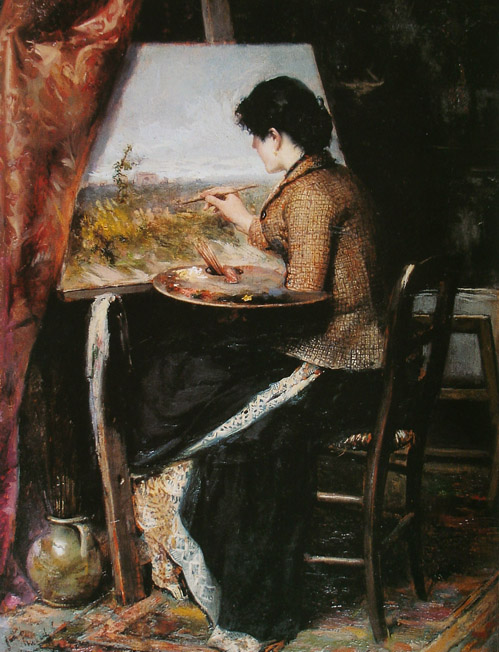
In het atelier 1894 Sergio Sahione Fadel Collection - Petropolis
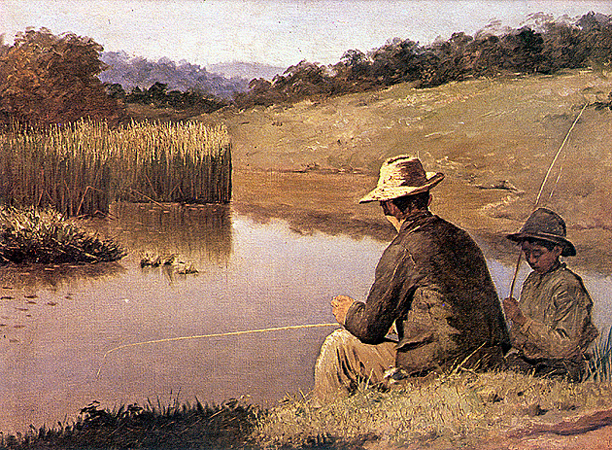
Vissen 1894 Privé collectie
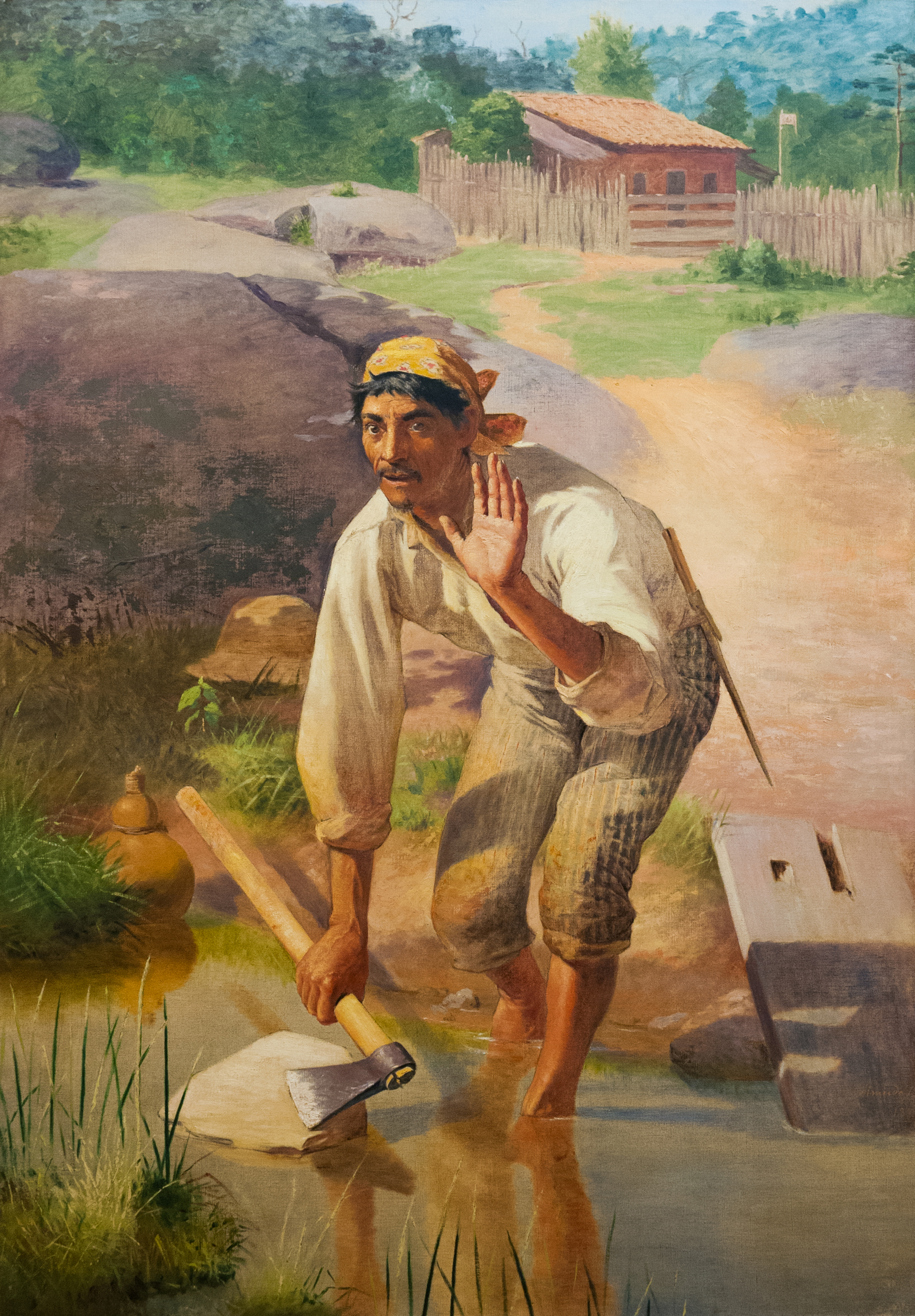
Het slijpen wordt onderbroken Pinacoteca do Estado de São Paulo
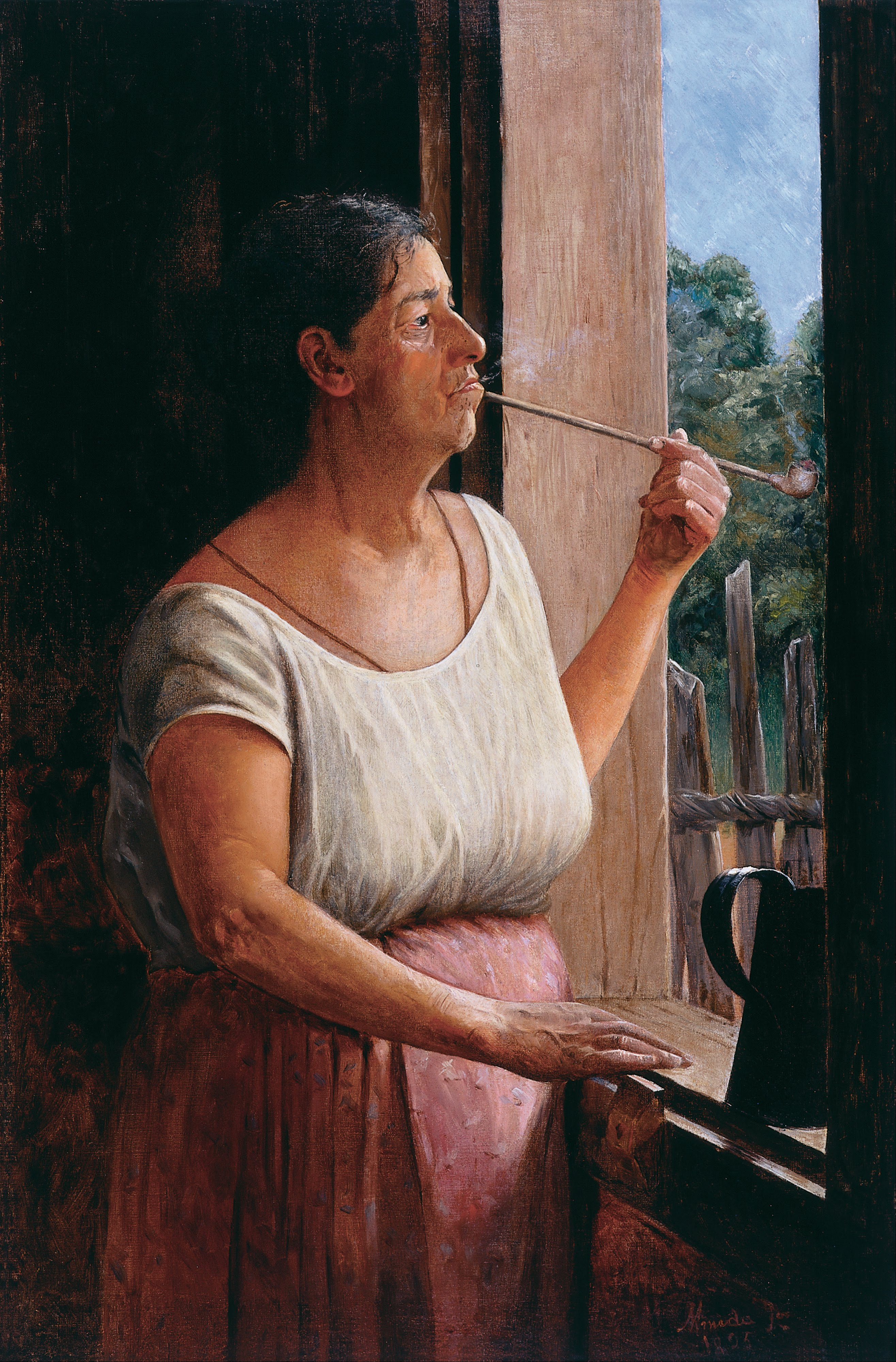
Nhá Chica - Vrouw in huis 1895 Pinacoteca do Estado de São Paulo
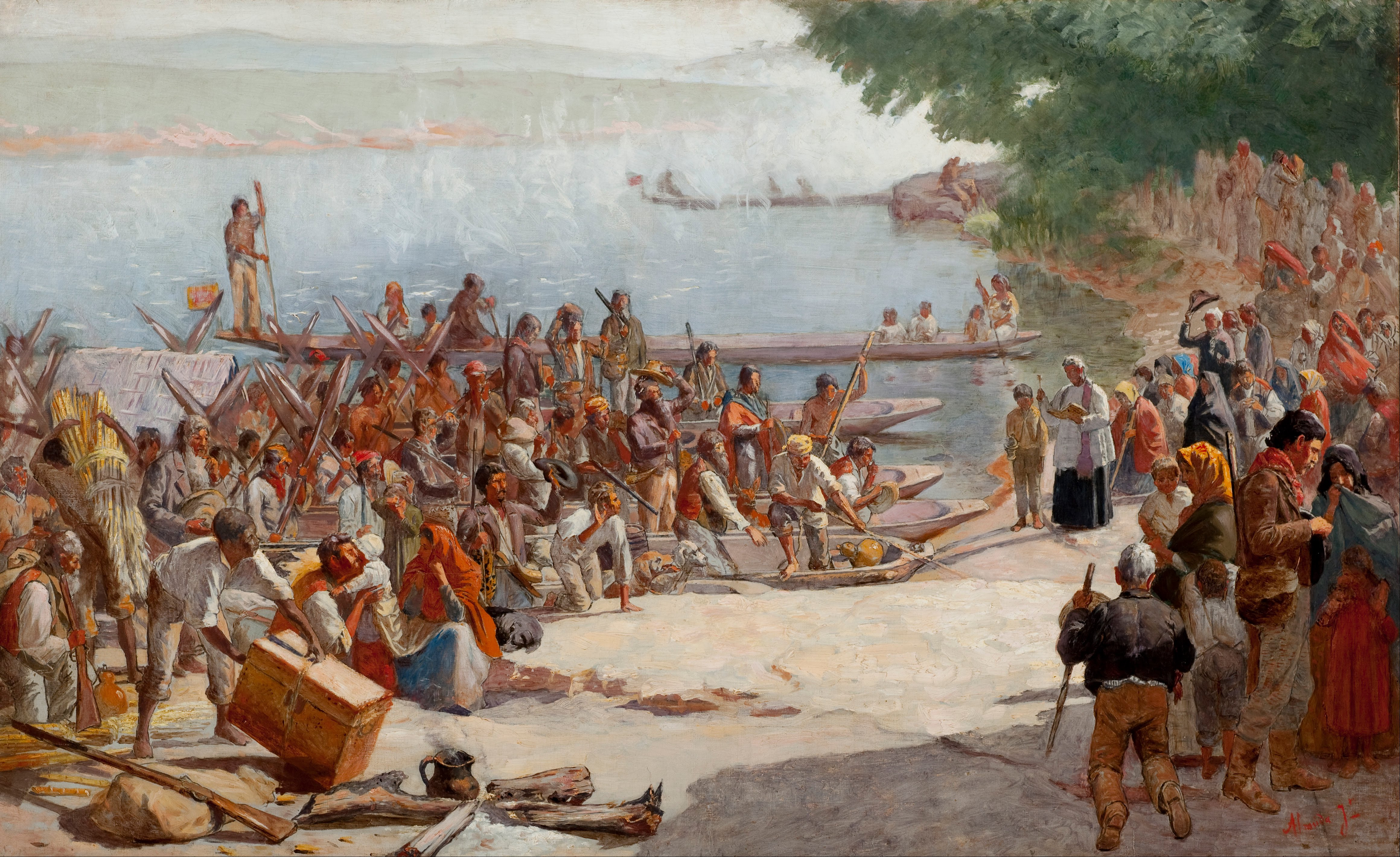
Vertrek van de Monção 1897 Pinacoteca do Estado de São Paulo
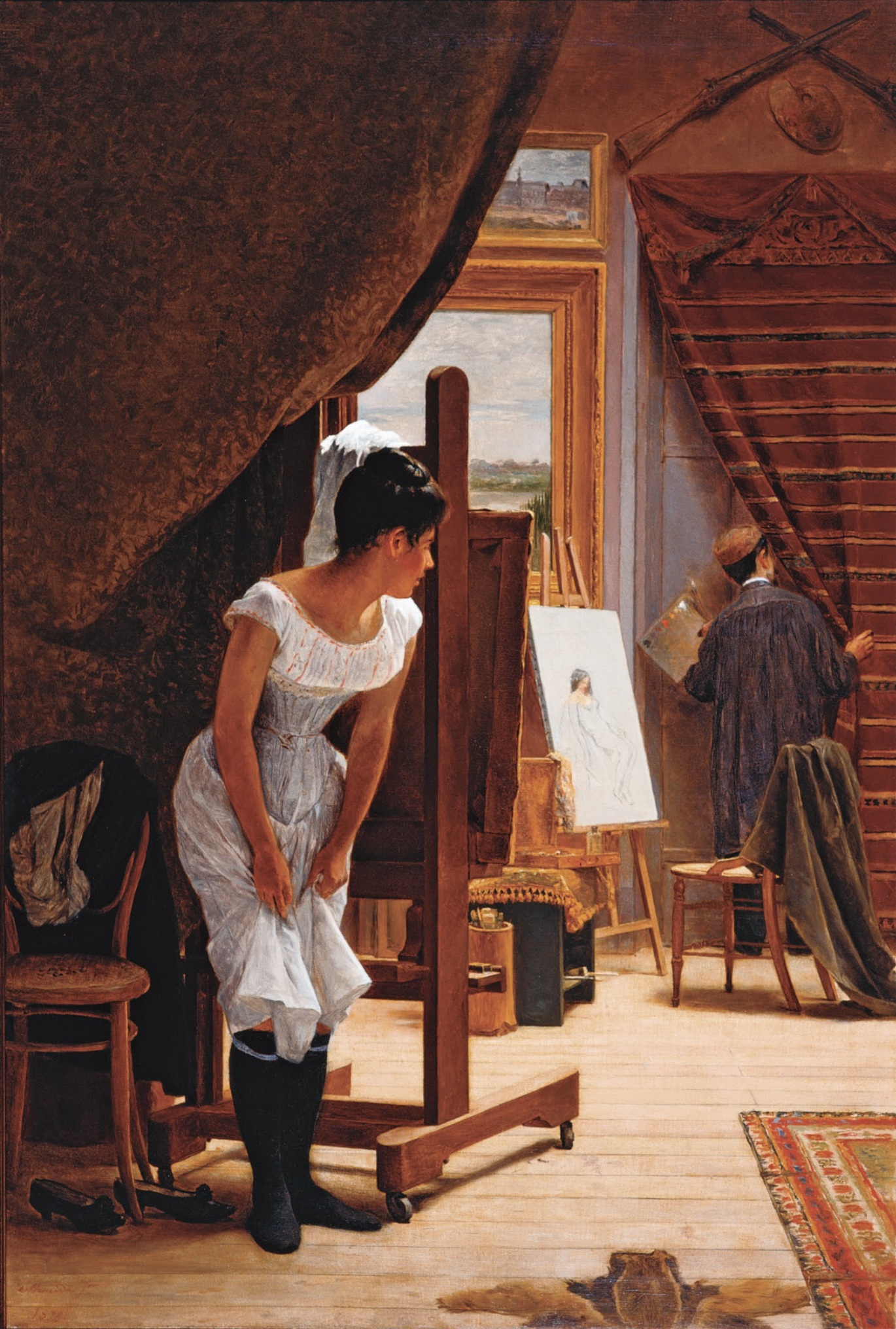
Importuun 1898 Pinacoteca do Estado de São Paulo
Saudade 1899 Pinacoteca do Estado de São Paulo
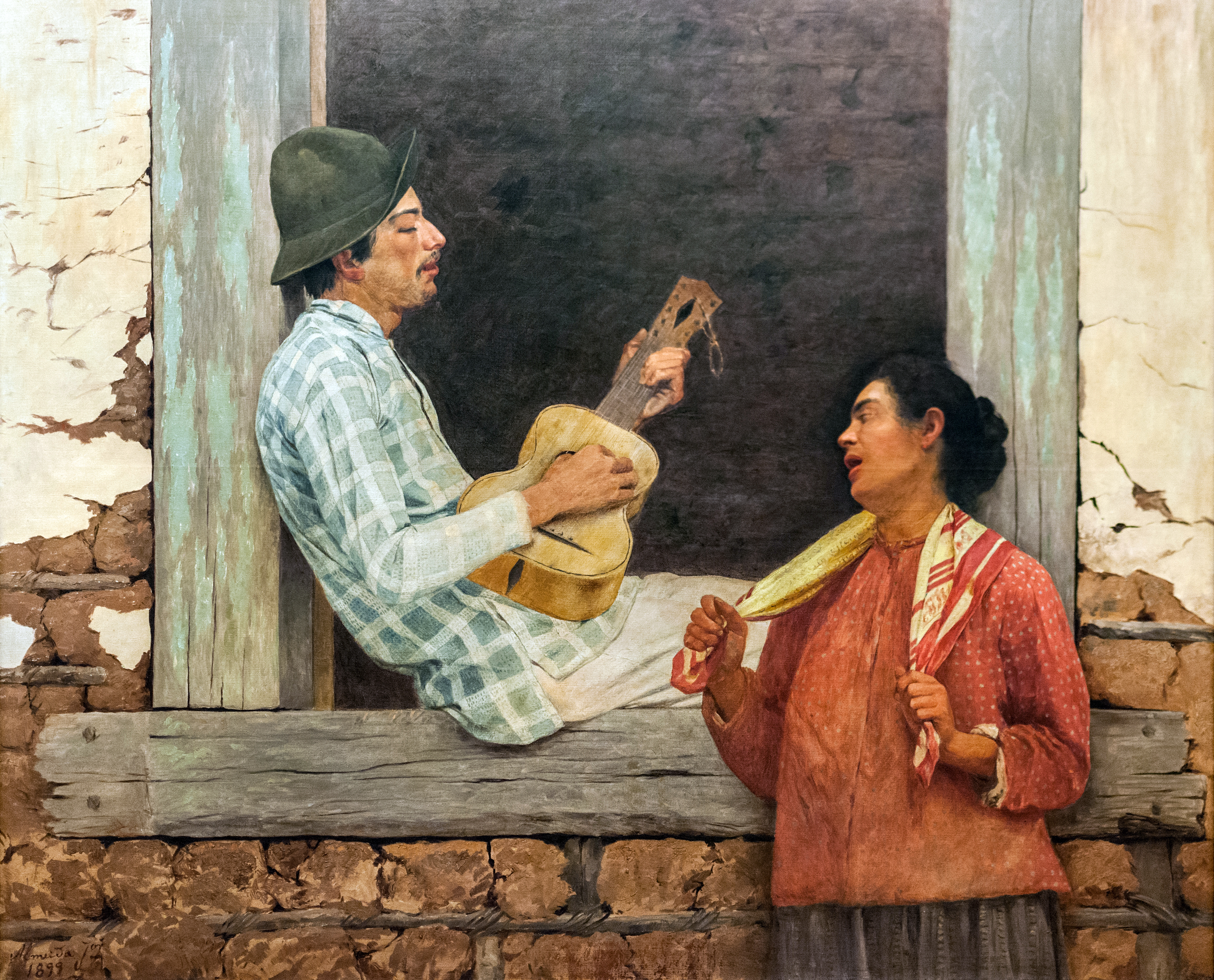
De gitarist 1899 Pinacoteca do Estado de São Paulo
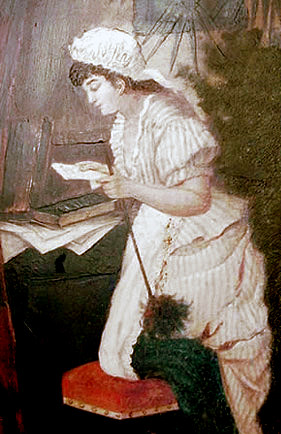
Nieuwsgierige hulp
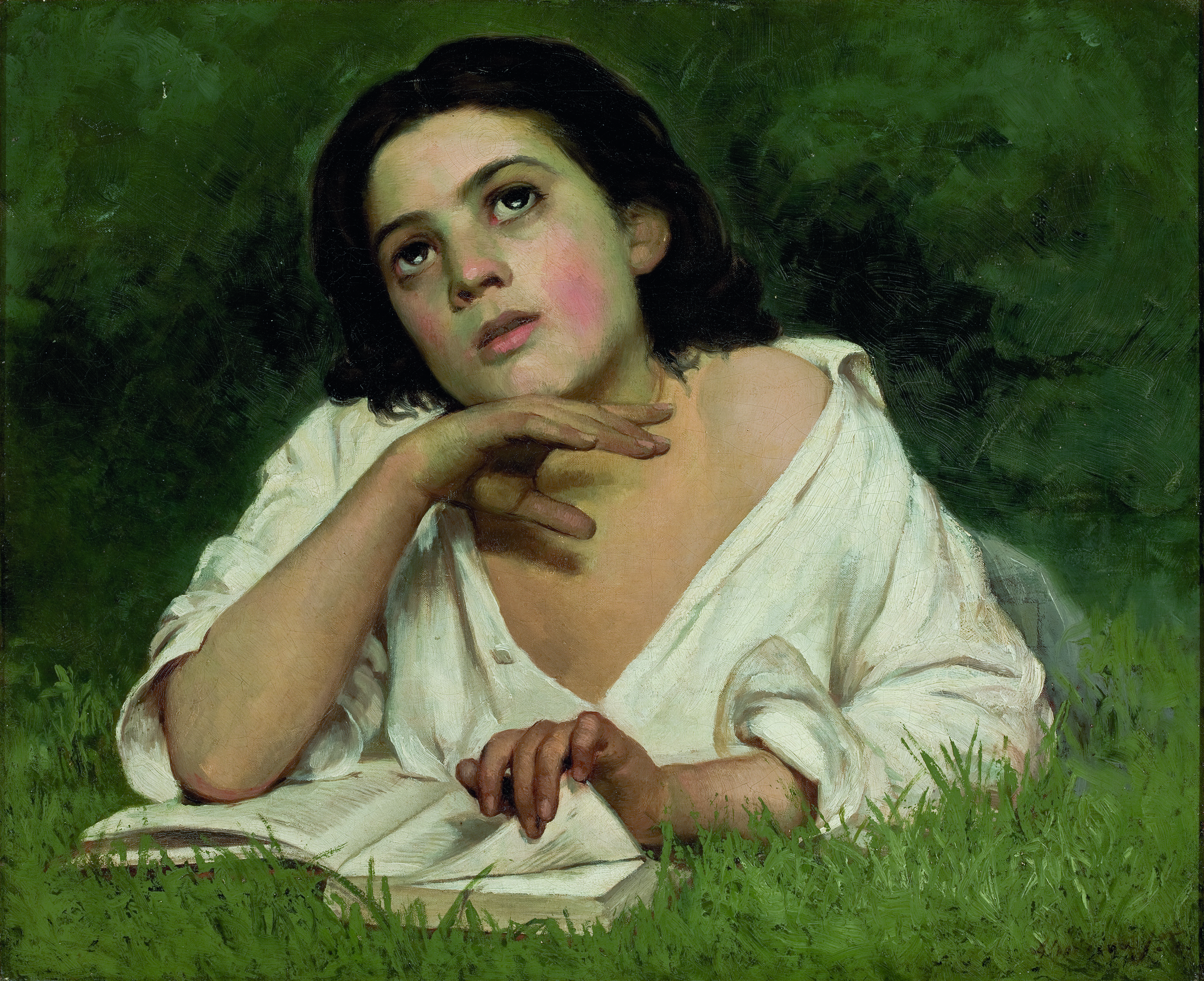
Meisje met boek Museu de Arte de São Paulo
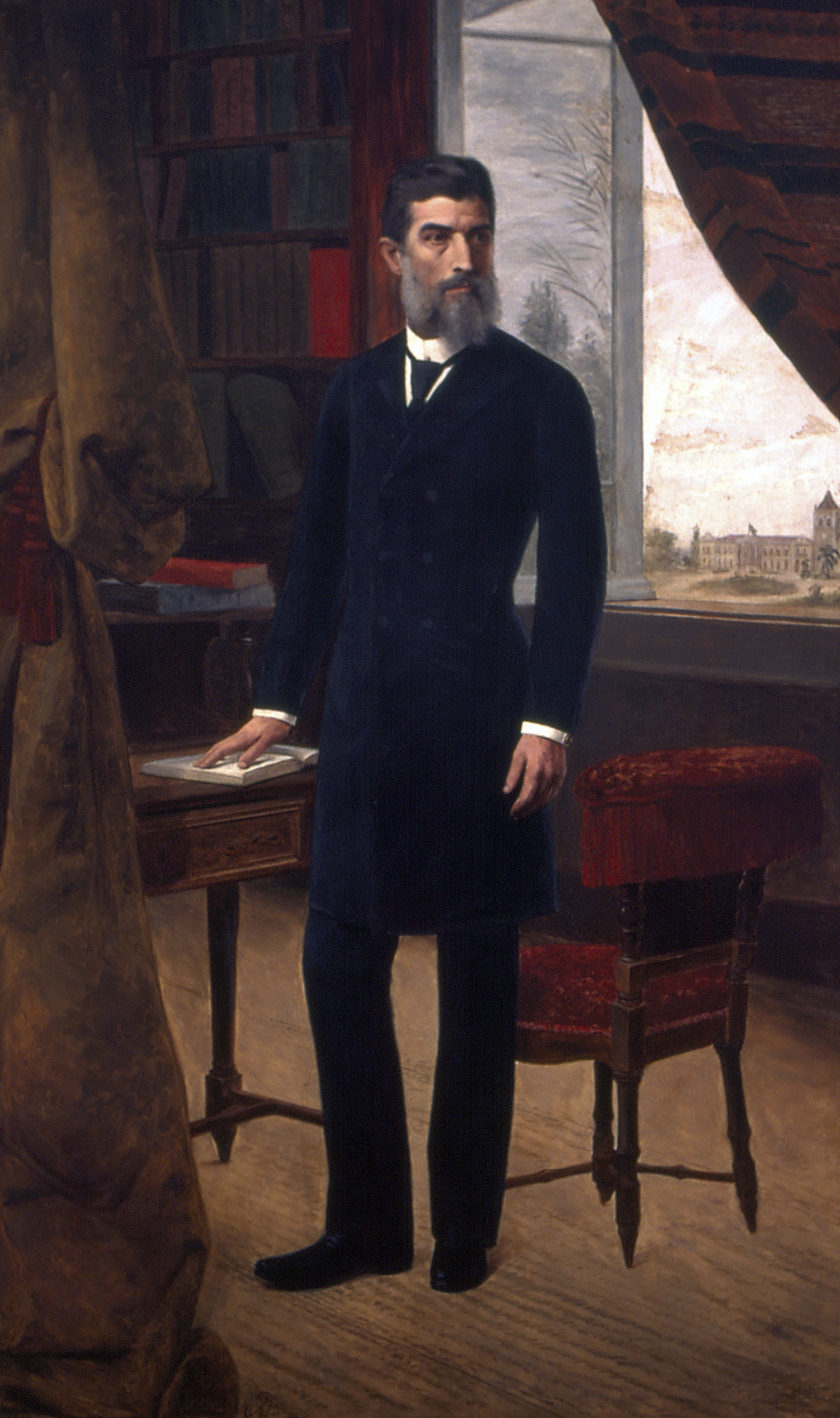
President Prudente de Moraes Museu do Ipiranga - São Paulo